# Wu Den-yih
Wu Den-yih, född 30 januari 1948 i Tsaotun, Nantou härad, är en taiwanesisk politiker inom Kuomintang. Han var mellan 20 maj 2012 och 20 maj 2016 Taiwans vicepresident.
Han föddes i Tsaotun i Nantou härad, Taiwan. Han tog en fil. kand. i historia vid National Taiwan University 1970. Han är gift med Ling-yi Tsai och paret har tre söner och en dotter.
Wu var inledningsvis journalist vid China Times men gick därefter över till en politisk karriär. Han tjänstgjorde som politisk tillsatt borgmästare i Kaohsiung mellan 1990 och 1994. Han utsågs till samma ställning genom allmänna val 1994 och förblev borgmästare till 1998, då han förlorade valet mot Frank Hsieh.
Sedan Liu Chao-shiuan tvingats avgå på grund av sitt agerande under Morakot-tyfonen utsågs Wu till premiärminister i Taiwan den 10 september 2009, vilket han förblev till 6 februari 2012. I samband med Ma Ying-jeous återval till presidentposten 2012 blev han utnämnd till vicepresident.
I maj 2017 valdes han till ordförande för Kuomintang med tillträde 20 augusti 2017.